# Union Station (Toronto)
Union Station is het belangrijkste spoorwegstation en openbaar vervoersknooppunt van de Canadese stad Toronto.
Het station ligt aan Front Street in het zakencentrum van de stad en wordt bediend door verschillende lange-afstandstreinen van Via Rail en Amtrak en de regionale treinen van GO Transit. De Union Pearson Express, de in 2015 geopende treinverbinding met de Toronto Pearson International Airport, maakt eveneens gebruik van dit station. 
Het Union Station Bus Terminal is met een overdekte loopbrug verbonden met de zuidkant van het spoorwegstation. Dit busstation, met perrons op twee verdiepingen, biedt regionale en langeafstandsbussen.
Metrostation Union van de metro van Toronto maakt onderdeel uit van het complex. Dit metrostation biedt ook een ondergrondse aansluiting op tramdiensten (Tram van Toronto).